# Eurydamas (Sohn des Meidias)
Eurydamas (altgriechisch Εὐρυδάμας Eurydámas), Sohn des Meidias, ist eine Gestalt der griechischen Mythologie.
Er war ein Thessaler, der unfreiwillig zur Gründung eines herben einheimischen Brauches beitrug. Eurydamas tötete – aus nicht näher überlieferten Gründen – den Thrasyllos. Daraufhin wurde er von dessen Bruder Simon erschlagen und als Leichnam um das Grab des Thrasyllos geschleift.
Dieser Sitte folgte später auch der Thessaler Achilleus, als er vor Ilion die Leiche des Hektor „nach väterlichem Brauche“ um das Grab des Patroklos schleifte. Aristoteles war der Ritus ebenfalls bekannt.